# Alexiade

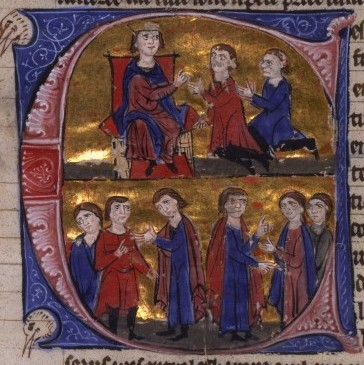
Alexis Ier Comnène et Hugues le Grand.

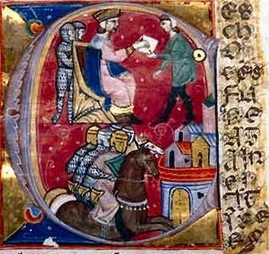
Alexis Ier Comnène et le Conseil des croisés

L’Alexiade (en grec : Άλεξιάς) est une biographie historique et apologétique écrite vers 1148 par la princesse Anne Comnène et consacrée aux faits et gestes de son père, l’empereur Alexis Ier Comnène.
Après avoir expliqué les motifs qui l’ont poussée à écrire cette biographie, l’auteure s’attache dans les livres I à III à justifier la prise du pouvoir impérial par la maison des Comnènes. Les livres IV à IX sont consacrés aux guerres contre les Normands, les Scythes (Petchenègues) et les Turcs. Les livres X et XI rapportent l’histoire de la première croisade et l’invasion de Bohémond, fils de Robert Guiscard. Les livres XII à XV décrivent diverses campagnes militaires, la lutte contre les manichéens et les bogomiles ainsi que la fondation de l’Orphelinat de Constantinople.
Certains historiens ont mis en doute le fait qu’une femme retirée dans un palais ait pu décrire avec tant de précision des campagnes militaires et attribuent plutôt la paternité de l’œuvre à son mari, Nicéphore Bryenne, général d’Alexis. D’une part, cette affirmation ne tient pas compte du fait que l’Alexiade traite d’une période beaucoup plus étendue que celle traitée par Nicéphore Bryenne, d’autre part qu’Anne Comnène avait de nombreuses sources à sa disposition que ce soient les souvenirs de campagnes auxquelles elle avait accompagné son père, des rencontres avec nombre de généraux et de son accès privilégié aux archives de l’État.
Sauf quelques erreurs attribuables soit à des préjugés de son époque, soit à des exagérations littéraires ou à un manque de vérification des faits, l’Alexiade est un texte historique fiable que l’on peut comparer à ceux d’auteurs occidentaux de la même époque.
Anne Comnène appartient à cette période de la littérature byzantine dite de la pré-Renaissance au cours de laquelle les auteurs tentent d’imiter la langue grecque attique, font usage d’un style fleuri rempli de mots obscurs, de citations d’auteurs anciens et de proverbes ; en même temps on y constate un effort de l'auteure pour être plus personnelle, comme le montrent les très nombreuses digressions que l’on retrouve du début à la fin de l’œuvre.

## Toile de fond
Fille du basileus Alexis Ier, Anne Comnène était mariée au césar Nicéphore Bryenne, général et homme de confiance de l’empereur Alexis. À la demande de l’impératrice Irène Doukas, celui-ci avait commencé à écrire l’histoire d’Alexis Ier (ce qu’Alexis avait interdit de son vivant), dans le but d’illustrer la montée de la maison Comnène. L’ouvrage demeura cependant inachevé, une maladie contractée lors d’une campagne militaire l’empêchant de mener sa tâche à bien,.
Après la mort de son père, Anne Comnène, qui aurait sans doute voulu briguer la couronne sinon pour elle-même du moins pour son mari, ourdit un complot contre l’héritier légitime du trône, Jean II, qui se contenta de reléguer sa sœur au couvent de la Vierge-Pleine-de-Grâce (Kecharitomenè) fondé par Irène Doukas qui s’y retira également. Si Anne habitait des appartements jouxtant le couvent, ni elle ni sa mère ne prononcèrent de vœux ou n’y vécurent en tant que religieuses. Il est probable qu’elle y habitait avec son époux, Nicéphore Bryenne dont elle prit soin avant sa mort en 1138 ; Anne y recevait qui elle voulait incluant de nombreux proches de l’empereur décédé. C’est dans ce couvent qu’Anne entreprit la rédaction de l’Alexiade plus de vingt ans après la mort de son père. Au livre XIV, elle affirme avoir réuni la majeure partie de ses informations « sous le troisième titulaire du sceptre impérial en commençant par mon père», ce qui situe le début de la rédaction après l’accession de Manuel Ier Comnène en 1143 ; elle y travaillait encore en 1148, à l’âge de soixante-cinq ans.

## L’œuvre
Se composant de quinze livres et d’un prologue, l’Alexiade rapporte les évènements de 1069 à 1118, décrivant d’abord la montée en puissance de la maison des Comnènes avant l’élévation d’Alexis au trône, puis raconte en détail le règne de celui-ci jusqu’à sa mort, continuant et complétant ainsi l’œuvre de Nicéphore Bryenne qui ne couvrait que la période de 1070 à 1079. On peut y voir quatre grandes parties. Le résumé qui suit reflète son déroulement tel qu’écrit par Anne Comnène, sans rectification d’une chronologie à l’occasion déficiente ou des noms de peuples qui reflètent la tradition classique :
- Une préface dans laquelle Anne explique les motifs qui l’ont poussée à écrire cet ouvrage.

Essentiellement, Anne dit craindre que le temps n’efface le souvenir de son père et de ses exploits. Son mari, le césar Nicéphore Bryenne, s’était déjà attelé à la tâche de perpétuer cette mémoire, mais il n’a pu achever son œuvre. En reprenant le flambeau, Anne espère que ces réminiscences lui permettront de surmonter sa douleur d’avoir perdu deux êtres chers.
- Les livres I à III sont destinés à justifier la maison des Comnènes d’avoir pris le pouvoir impérial :

Le livre I traite de la jeunesse d’Alexis et se termine sur les derniers mois du règne de Nicéphore Botaniatès (1001-1081). Les premiers chapitres nous montrent Alexis luttant contre les Perses d’abord, contre les Turcs seldjoukides ensuite, après quoi Alexis est proclamé César. À partir du chapitre VII on suit l’ascension de Robert Guiscard, petit noble normand qui conquiert la Lombardie et aspire à devenir empereur.
Le livre II traite de la révolte des Comnènes. La montée en grâce des frères Isaac et Alexis Comnène à la cour, et l’adoption de ce dernier par l’impératrice Marie qui suscite des jalousies autour d’eux. Alexis s’assure du concours du césar Jean Doukas et d’un autre prétendant, Nicéphore Mélissénos, son beau-frère. Après s’être entendu avec le commandant des troupes germaniques, Alexis entre dans la capitale où Botaniatès, réalisant que tout est perdu, abdique.
Le livre III (1081) décrit les premiers mois d’Alexis au pouvoir et comment il doit, pour remplir ses promesses envers ceux qui l’ont aidé, créer de nouveaux titres et dignités comme celui de « sébastocrator » pour son frère. C’est l’occasion pour Anne Comnène de présenter divers membres de la famille comme l’impératrice Irène, épouse d’Alexis, Constantin Porphyrogénète et la mère de celui-ci, l’impératrice Marie d’Alanie, ainsi que la mère d’Alexis, Anne Dalassène, à qui l’empereur confie à toute fin pratique la direction interne de l’empire pendant qu’il s’occupe de politique étrangère. Faisant alliance avec les Turcs en Orient, Alexis se prépare à faire face à l’invasion que prépare Robert Guiscard en Occident et tente de s’allier avec l’empereur germanique.
- Les livres IV à IX sont consacrés aux guerres contre les Normands, les Scythes (Petchenègues) et les Turcs.

Le livre IV (1081-1082) raconte les premiers affrontements entre Robert Guiscard et l’empereur Alexis pour le contrôle de la ville de Dyrrachium (aujourd’hui Durrës en Albanie). Grâce à l’appui des Vénitiens, les Byzantins ont d’abord l’avantage. Mais Normands et Francs se reprennent et, ayant élu Robert Guiscard comme chef suprême, ont le dessus. Bientôt, l’empereur est obligé de fuir et échappe de peu aux Normands.
Le livre V (1082-1083) explique pourquoi, afin de continuer la guerre, Alexis se voit dans l’obligation de spolier des biens d’Église. Il incite l’empereur germanique à attaquer la Lombardie, obligeant ainsi Robert Guiscard à rentrer en Italie laissant sur place son fils, Bohémond de Tarente. Les combats se continuent donc entre Alexis qui a entretemps reçu des renforts turcs et Bohémond. Le livre s’achève sur un chapitre traitant du renouvellement des sciences sous Alexis et de l’intérêt que leur porte le couple impérial.
Le livre VI (1085) s’ouvre sur le siège de Kastoria et la défaite des comtes français. Alexis utilise ce répit pour se venger des manichéens qui l’avaient abandonné précédemment et pour rendre à l’Église les biens qu’il avait confisqués. Revenu d’Italie, Robert Guiscard reprend les combats pendant qu’Alexis fait à nouveau appel aux Vénitiens. Robert meurt à Céphalonie alors qu’Alexis se rend maître de Durrës. Le chapitre 6 constitue une parenthèse dans laquelle Anne parle d’elle-même, expliquant l’origine du mot « porphyrogénète », traitant de sa propre naissance et des honneurs qui lui furent rendus, ainsi que de la naissance de sa sœur cadette et de son frère, qu’elle tentera plus tard de renverser. Les chapitres 7 à 12 traitent des combats entre l’empereur et le sultan turc en Asie mineure pour le contrôle entre autres de la ville de Nicée. Le dernier chapitre est consacré à l’irruption des Scythes (Petchenègues), auxquels se joignent les manichéens. D’abord victorieux, ceux-ci doivent bientôt se retirer.
Le livre VII (1087-1090) est consacré à la guerre contre les Scythes. Ceux-ci ayant franchi le Danube, les Byzantins réussissent à les refouler. Toutefois, les Scythes, alliés aux Coumans, reviennent et ravagent campagnes et villes le long du fleuve. Ce sur quoi Alexis décide de passer à l’attaque. Les Scythes le vainquent à Mégalopolis et l’empereur doit conclure une trêve avant de se diriger vers Andrinople. S’ensuit une guerre d’escarmouches pendant laquelle l’empereur, craignant de voir les Scythes se diriger vers Constantinople, se voit forcé de négocier une nouvelle trêve. Voyant l’empereur occupé avec les Scythes, l’émir de Smyrne, Tzachas, tente en vain de s’emparer de Chios. L’empereur remporte de nouvelles victoires contre les Scythes, mais aucune n’est décisive et il doit regagner Constantinople avant l’hiver.
Le livre VIII (1090-1092) poursuit le récit de la guerre contre les Scythes. En 1091 Alexis réussit à arrêter ceux-ci à Choerobacchi, près de Constantinople. Toutefois, la capitale est presque encerclée. Aux Turcs, s’ajoutent maintenant les Coumans. De peur que ces derniers ne se joignent aux Scythes, Alexis décide de s’allier avec eux. Le 29 avril a lieu la grande bataille de Levunium (mont Lebounion) au cours de laquelle les Scythes sont anéantis. L’étau qui enserrait Constantinople est ainsi écarté. Les chapitres 8 et suivants sont consacrés au complot ourdi par le fils du sébastocrate Isaac, Jean, gouverneur de Dyrrachium, ainsi que par les manœuvres de Théodore Gabras pour récupérer son fils Grégoire retenu comme otage à Constantinople.
Le livre IX (1092-1094) est consacré à l’interlude dalmate et à la conspiration de Nicéphore Diogène. Après une première visite en Dalmatie, l’empereur apprend que Tzachas s’est proclamé empereur et monte une imposante flotte pour attaquer les iles. Alexis décide de l’attaquer à la fois par terre et par mer. Ses généraux Dalassène (mer) et Doukas (terre) réussissent à mettre Tzachas en fuite et délivrent les iles que celui-ci détenait encore. L’empereur redoutant de nouvelles attaques incite alors le sultan à se débarrasser définitivement de l’émir. Ce problème réglé, Alexis doit se tourner à nouveau vers la Dalmatie où les Serbes cherchent à agrandir leur territoire aux dépens de l’empire. Une première tentative pour arrêter cette expansion ayant échoué, l’empereur doit lui-même se mettre en route. Au cours du voyage, il doit faire face à la tentative d’assassinat de Nicéphore Diogène, fils de Romain Diogène. Découvert, celui-ci est exilé à Caesaropolis. Alexis peut alors reprendre le chemin de la côte. Il rencontre Bolcanus à Lipemium. Ce dernier fait alors une complète soumission et livre à l’empereur les otages qu’il lui avait promis des années auparavant.
- Les livres X et XI rapportent l’histoire de la première croisade et de l’invasion de Bohémond, fils de Robert Guiscard.

Le livre X (1097-1104) débute par la lutte que doit mener l’empereur contre l’hérétique Nilus. Il se poursuit par le récit de nouvelles invasions des Coumans, ayant à leur tête un prétendant qui se faisait passer pour le fils de l’empereur Romain Diogène. Les Coumans poussent jusqu’à Andrinople. Les Byzantins ne se sont pas sitôt emparés de l’imposteur par ruse qu’ils doivent se tourner vers l’Asie mineure où les Turcs pillent la Bithynie. L’empereur fait protéger le territoire et la ville de Nicomédie en faisant creuser et remplir un canal tracé quelques siècles plus tôt par l’empereur Anastase II sur le fleuve Sangarios (Sakarya).
La majeure partie du chapitre est cependant consacrée à l’arrivée des croisés : celle de Pierre l’Ermite d’abord dont une bonne partie des fidèles sera décimée en tentant de se rendre à Nicée conquise, puis celle des nobles, hautains et prétentieux. Si Anne Comnène reconnaît la bonne volonté de certains, comme Godefroy de Bouillon, elle dénonce la duplicité d’autres comme Bohémond de Tarente, dont le but ultime est de s’emparer de Constantinople, et s’étonne de voir parmi les soldats des prêtres qui tiennent l’évangile d’une main et l’épée de l’autre. Toutefois, l’empereur accueille ces étrangers avec courtoisie, mais, méfiant, exige d’eux un serment de vassalité contre la promesse de les approvisionner pendant leur passage à travers les terres d’empire.
Le livre XI (1097-1104) poursuit le récit de la première croisade, insistant sur la traîtrise de Bohémond. La prise de Nicée constitue le premier succès de la croisade. Alexis exige de nouveau que les croisés lui prêtent serment d’allégeance. Bohémond, assoiffé de richesse, presse ceux qui sont encore réticents à obéir pour commencer rapidement ses propres conquêtes. Grâce à la traîtrise d’un Arménien, gardien de l’une des tours, Bohémond réussit à entrer dans la ville et s’en rend maitre, mais est lui-même assiégé par les troupes de Curpagan. Suit un long passage où Anne Comnène tente d’expliquer pourquoi l’empereur ne vient pas au secours des croisés, désirant d’abord détruire la flotte de Tzachas. Les croisés assiégés découvrent alors la sainte Lance, ce qui leur redonne courage. Ils brisent le blocus et continuent leur voyage vers Jérusalem, confiant la garde de la ville à Bohémond, qui refuse de la rendre à l’empereur malgré l’avis de Raymond de Toulouse. Bohémond est à nouveau frustré lorsqu’on lui préfère Godefroy de Bouillon comme roi de Jérusalem. Arrivent alors les comtes de Flandres à qui Alexis conseille de suivre le bord de la mer pour se rendre à Jérusalem ; ceux-ci n’en font rien, préférant passer par l’intérieur et s’y tailler des fiefs. L’année suivant la prise de Jérusalem, Bohémond entre en guerre contre les Turcs. Ceux-ci écrasent les Latins à Harran pendant que l’armée impériale s’empare de Tarse, Adana et Mamistra et la flotte impériale de Laodicée et des villes de la côte jusqu’à Tripoli. Sachant qu’il ne peut se battre à la fois contre les Byzantins et contre les Turcs, Bohémond décide d’aller chercher secours à Rome et, simulant sa propre mort, quitte la ville dans un cercueil, laissant la garde de celle-ci à son neveu Tancrède.
- Les livres XII à XV rapportent diverses campagnes militaires, la lutte contre les manichéens et les bogomiles ainsi que la fondation de l’Orphelinat de Constantinople.

Le livre XII (1105-1107) s’ouvre sur les tentatives de Bohémond pour multiplier les alliances en Europe ; l’empereur pour sa part prévient Pise, Gênes et Venise et fait libérer divers comtes latins, prisonniers du sultan, pour que ceux-ci informent leurs compatriotes de la libéralité de l’empereur. Ce dernier se rend avec son épouse à Thessalonique ; Anne Comnène profite de l’occasion pour tracer le portrait de l’impératrice, modèle de prévenance pour son époux et de charité chrétienne pour les pauvres.
De retour dans la capitale, Alexis échappe d’abord à une conjuration ourdie par Michel Anemas pour placer Jean Solomon comme empereur fantoche sur le trône, puis doit faire face à la rébellion de Grégoire Taronitès.
De son côté, Bohémond se rend à Rome pour faire alliance avec le pape, lequel approuve ses plans d’invasion de l’Illyrie. Bohémond traverse avec une imposante flotte et vient assiéger Dyrrachium.
Le livre XIII (1107-1108) débute par le départ de l’empereur et de l’impératrice de Constantinople, Alexis ayant appris l’arrivée de Bohémond. L’empereur s’arrête à Thessalonique pour l’hiver ; il y échappe de justesse à une tentative d’assassinat.
Pendant ce temps, Bohémond, après avoir brulé ses navires, se consacre au siège de Dyrrachium, s’emparant des villes de la côte. Toutefois, il se trouve bientôt sans provision, étant lui-même encerclé par l’armée byzantine qui contrôle les montagnes et les cols voisins.
Au printemps suivant, l’impératrice retourne à Constantinople pendant que l’empereur prend le chemin de la côte illyrienne. Il essaie d’abord de semer la zizanie dans le camp de Bohémond en envoyant de fausses lettres à ses principaux collaborateurs. Les combats trainent en longueur, mais, la maladie s’étant répandue dans son camp, Bohémond se voit finalement forcé de demander la paix. Lors d’une rencontre avec l’empereur, il consent à signer le traité de Devol par lequel il s’engage non seulement à reconnaitre l’empereur comme son suzerain, mais aussi à rendre Antioche.
Le livre XIV (1108-1115) s’ouvre sur la mort de Bohémond en Lombardie. Au chapitre suivant, l’empereur demande à Tancrède de lui rendre Antioche, ce que celui-ci refuse. Les chapitres 3 à 7 sont consacrés aux démêlés entre l’empereur et les Turcs qui seront finalement mis en déroute dans les environs de Nicée. Deux longues digressions : la première au chapitre 6 sur la goutte qui affligera l’empereur durant ses dernières années et la deuxième au chapitre 9 sur les vertus de celui-ci. Les deux derniers chapitres sont consacrés à la lutte de l’empereur contre les manichéens, qu’il tente de convertir, et contre les Coumans.
Le livre XV (1116-1118) conclut l’ouvrage en racontant d’abord la dernière expédition de l’empereur contre Soliman, qui a décidé de conquérir l’ensemble de l’Asie. Après avoir décidé d’arrêter celui-ci dans les environs d’Iconium, sur la frontière entre les deux empires, Alexis se dirige d’abord vers Nicée, puis vers Nicomédie, assemblant l’armée de Byzantins et de mercenaires étrangers qu’il a engagés. Toutefois, ses maux de pieds deviennent de plus en plus intolérables et requièrent la présence de l’impératrice, seule capable de soulager son époux. Finalement, incapable de vaincre les Romains, le sultan se résigne à demander la paix. Un traité est signé, mais le sultan est assassiné sur la route du retour.
Alexis pour sa part prend soin des captifs, des femmes et des enfants, en particulier des orphelins. C’est l’occasion pour Anne Comnène de décrire le village fondé par Alexis, appelé l’Orphelinat, où anciens soldats, infirmes et miséreux peuvent être, avec ceux qui s’occupent d’eux, logés et entretenus aux frais de l’empereur.
Les dernières années de l’empereur sont consacrées à la lutte contre les Bogomiles, aux efforts déployés pour les convertir et à sa clémence qui fera que seul leur chef, le moine Basile, sera condamné au bucher.
Une année et demie après le retour de la dernière excursion, l’empereur est terrassé par le mal qui devait l’emporter. Les dernières pages sont consacrées à l’agonie du souverain, ainsi qu’à la douleur de l’impératrice Irène et d’Anne Comnène elle-même, laquelle ne souffle mot des efforts de l’impératrice jusqu’au dernier moment pour inciter Alexis à nommer Bryenne comme son successeur, ni du fait que l’héritier légitime, son frère Jean, s’est approprié la bague-signet d’Alexis grâce à laquelle il pourra se faire reconnaitre comme empereur par le patriarche et le clergé de Sainte-Sophie.

## But et vision du monde
L’Alexiade reprend les Notes pour une histoire de Nicéphore Bryenne, le mari d’Anne Comnène, là où il les avait laissées, c’est-à-dire à la fin du règne de l’empereur Nicéphore III Botaniatès. Dans le style historique prédominant depuis le Xe siècle lequel mettait moins l’accent sur les évènements que sur les grandes figures et leurs familles, le récit se veut une sorte d’épopée des Comnènes dont Alexis est le héros et Anne la victime. Dans le livre XV, elle affirme s’être « imposée une double tâche : d’une part de narrer les hauts faits qui marquèrent la vie de l’empereur et d’autre part de rédiger une complainte des évènements qui avaient déchiré son cœur ».
L’Alexiade est ainsi non seulement une biographie de l’empereur Alexis mais aussi une œuvre apologétique, voire hagiographique. Elle est consacrée à un homme d’une intelligence telle que « ni Platon, ni l’ensemble de l’Académie ne saurait décrire adéquatement. » et Anne Comnène va jusqu’à qualifier celui-ci de « treizième apôtre ».
L’œuvre témoigne de la vision du monde qui était celle des Byzantins. L’empire avait mission d’assurer l’unité de l’œkoumène, ce que tenta de faire Alexis en combattant ceux qui avaient réussi à le fragmenter : les Turcs ou les Coumans à l’Est, les Normands à l’Ouest. En tant que représentant de Dieu sur terre, l’empereur ne devait pas seulement assurer l’unité politique de l’empire, mais aussi son unité religieuse. C’est pourquoi, s’il devait lutter contre les infidèles, il avait également comme mission de ramener au sein de l’orthodoxie les hérétiques qui s’en étaient éloignés comme Jean Italus, Nilus, les manichéens et les bogomiles. Pour ce faire, il se devait même de contraindre l’Église orthodoxe à sacrifier temporairement ses propres richesses pour le bien de l’empire lorsque tous les autres recours eurent été épuisés.
Quant aux croisades qui avaient enflammé l’Occident, leur concept même était tout à fait étranger à l’esprit byzantin. La guerre contre les Turcs devenus maitres des États arabes d’Orient et fondateurs en territoire hellénique du sultanat de Roum était depuis longtemps une donnée avec laquelle il fallait composer et la délivrance de Jérusalem, terre d’empire, était une tâche qui appartenait à Byzance et non à l’Occident, même si les Byzantins acceptaient volontiers l’aide d’étrangers (entendre de mercenaires) dans ce combat. Aussi, Anne n’a que mépris pour certains de leurs chefs comme Robert Giscard et son fils, Bohémond de Tarente, dont le but était de détruire l’Empire byzantin, alors qu’en chrétienne convaincue elle considère avec sympathie le petit peuple indiscipliné et peu instruit qui désire ardemment participer à la délivrance du saint Sépulcre.

## Les sources
Au fil des livres, Anne mentionne trois types de sources qu’elle utilisa pour la rédaction de l’Alexiade.
La première est constituée par ses souvenirs personnels. De toute évidence, Anne avait des souvenirs précis de la vie à la cour et des divers membres de la famille impériale qu’elle décrit au cours des chapitres. Mais elle déclare aussi avoir maintes fois voyagé avec son père et sa mère lors de campagnes militaires. Sa mère accompagna l’empereur dès 1094, soit par affection, soit que l’empereur appréhendât quelque complot ; elle le fit encore plus systématiquement après 1097 alors qu’elle semblait la seule à pouvoir soulager les attaques de goutte qui affligeaient l’empereur ; c’est probablement aussi la raison qui poussa Anne Comnène à étudier la médecine.
La deuxième est constituée par les notes qu’elle prit ou fit prendre lors d’entrevues avec d’anciens généraux de son père dont certains étaient devenus moines à leur retraite. Elle raconte par exemple comment certains d’entre eux lui décrivirent l’état lamentable de l’empire avant l’arrivée au pouvoir d’Alexis en 1081 ; les propos d’un témoin du siège de Dyrrachium la même année, de membres de la suite de Georges Paléologue lors de la campagne contre les Petchenègues en 1091.
Enfin, elle a eu accès aux archives impériales qu’elle cite, soit de façon indirecte, en faisant précéder son texte de la phrase « Ils dirent quelque chose qui ressemblait à ceci », soit de façon directe comme le texte de la chrysobulle de 1081 donnant les pleins pouvoirs à sa mère ou le traité avec Bohémond de 1108.

## Attribution
La précision des descriptions de batailles et de campagnes militaires a conduit certains spécialistes à mettre en doute le fait qu’Anne Comnène ait été la véritable auteure de l’Alexiade, y voyant plutôt l’œuvre de Nicéphore Bryenne. Dans cette perspective, le rôle d’Anne Comnène aurait simplement été « de compléter le matériel accumulé dans les dossiers de Nicéphore, de combler les vides dans les principales narrations diplomatiques et militaires, ajoutant de la matière ou des commentaires de son cru et de réviser l’ensemble du texte pour en améliorer la qualité littéraire ».
Ce jugement ne tient pas compte des dates que couvrent les deux ouvrages et qui ne coïncident qu’en partie. Alors que la première date apparaissant dans celui de Nicéphore Bryenne est celle de 1059 et la dernière de 1080, l’ouvrage d’Anne commence en 1071 et s’étend jusqu’à la mort d’Alexis en 1118. Anne ne cache pas qu’elle s’est inspiré de son mari et fait elle-même référence à l’œuvre de celui-ci dans l’Alexiade, invitant les lecteurs qui veulent plus d’informations sur la jeunesse d’Alexis et sur Nicéphore Botaniatès à consulter son Histoire, mais ceci ne constitue qu’une partie de son ouvrage.
Le style d’Anne Comnène est de plus très différent de celui de son mari et, même si elle a eu accès à ses notes, elle les a certainement reformulées à sa manière, en y joignant, outre ses souvenirs personnels des campagnes où elle accompagnait son père, les nombreuses entrevues qu’elle a eu avec son mari et d’autres généraux d’Alexis comme Georges Paléologue.

## L’Alexiadedans la littérature de l’époque
Anne Comnène appartient à une période littéraire que l’on peut décrire comme la « pré-Renaissance » (on se réfère alors à la Renaissance italienne), période qui fait suite à celle de la « Renaissance macédonienne » pendant laquelle on rassemblait, copiait et structurait la culture hellénico-chrétienne de l’Antiquité tardive. Les auteurs de la « pré-Renaissance » continuent à utiliser la tradition non seulement comme source, mais aussi comme moyen d’interpréter la réalité. Mais ils deviennent plus personnels et sont désireux de faire connaitre leurs expériences personnelles. C’est la génération de Théodore Prodromos, de Michel Italikos, de Jean Tzétzès et de Georges Tornikes. C’est ainsi par exemple que si la préface de l’œuvre est truffée d’allusions à Homère, Sophocle, Plutarque et Polybe, elle est plus personnelle que la plupart des préfaces d’œuvres antérieures. Anne omet les protestations convenues à l’effet qu’elle ne peut rendre justice à l’importance de son sujet pour parler plutôt de sa propre enfance, de son éducation et du devoir de l’écrivain de dire toute la vérité quelles que soient ses attaches personnelles au sujet.

### Les personnages
Tel que mentionné plus haut, fidèle à la tradition, Anne Comnène l’est d’abord par le choix du titre de son œuvre. Si l’Alexiade rappelle Homère et son Iliade, le rôle donné à l’empereur Alexis évoque plutôt Ulysse et l’Odyssée. En ce sens, l’Alexiade qui ne relate jamais les faiblesses de l’empereur mais porte aux nues ses qualités et ses exploits relève jusqu’à un certain point moins de l’histoire que de l’épopée.
Ainsi, les références à des personnages de l’antiquité ainsi que les citations d’auteurs grecs abondent et dès le premier paragraphe de la Préface, le lecteur se trouve confronté à une citation de Sophocle : « De l’obscurité il fait naitre toute chose et enveloppe tout ce qui est né dans la nuit ». La même préface se termine du reste par une autre citation : « J’aurai deux raisons pour pleurer en tant que femme qui dans l’infortune se rappelle une autre infortune ».
L’Alexiade s’avère ainsi être une sorte d’épopée en prose dans laquelle les héros sont parés de toutes les vertus, les mauvais de tous les vices.
Alexis, le héros par excellence de cette nouvelle Iliade, est un général victorieux qui doit faire face à une multitude d’ennemis : les Scythes au nord, les Francs à l’ouest, les Ismaélites à l’est et les pirates sur la mer. Il arrive toutefois à se sortir des situations les plus difficiles ou à concevoir des plans originaux pour s’assurer la victoire.
Non content de commander brillamment son armée, il n’hésite pas à payer de sa personne et à combattre seul le champion couman qui l’avait défié dans une lutte qui n’est pas sans rappeler l’épisode biblique de David contre Goliath et qui démontrait « qu’avant d’être un général, il était avant tout un soldat".
Et bien qu’Anne prétende s’en tenir aux faits et ne cacher aucune erreur éventuelle de son père, elle tente pourtant de justifier des gestes qui, à l’époque, furent jugés répréhensibles, comme la spoliation des biens d’Église à laquelle il dut se résoudre pour sauver l’empire des mains de Robert Guiscard d’un côté, des Turcs de l’autre. Elle insiste d’ailleurs sur le fait qu’il ne se résolut à un tel expédient qu’après que les membres de sa propre famille ont fait don de leurs bijoux et même de leur fortune personnelle et qu’il rendit ces biens à leurs légitimes propriétaires dès que la chose lui fut possible, promettant de ne plus avoir recours à de tels moyens et y ajoutant même de nombreux dons. Son respect pour la religion est du reste démontré par les luttes qu’il mènera tout au long de son règne contre les hérésies, celle de Jean Italus, des pauliciens, des manichéens, de Nilus et des bogomiles. Elle explique également en détail les raisons qui ont forcé Alexis à ne pas venir en aide aux croisés après la prise d’Antioche.
Généreux avec ses ennemis dans la guerre (sa façon de traiter Bohémond ou le sultan Saisan), il s’occupe comme un père de ses soldats et lorsque l’un d’eux disparait, de sa veuve et de ses enfants pour lesquels il a créé l’Orphelinat de Constantinople.
Et alors qu’elle n’a manifestement que mépris pour la duplicité avec laquelle Bohémond s’empare d’Antioche, elle trouve fort ingénieuse celle avec laquelle Alexis amène le moine hérétique Basile à confesser sa foi bogomile.
Quant à Nicéphore Bryenne, l’époux d’Anne qu’elle appelle généralement « son césar » : « C’était un homme qui dépassait tous ses contemporains par sa beauté, son intelligence supérieure et l’élégance de son langage. Le voir ou l’écouter était un pur plaisir […] La grâce de ses traits et la beauté de son visage auraient convenu non seulement à un roi comme le dit le proverbe, mais même à quelqu’un de plus puissant, véritablement, à un dieu. »
Il en va de même du patriarche Cosmas qui conseillera à l’empereur Botaniatès d’abdiquer pour le bien du peuple et acceptera de couronner Alexis : « Le patriarche de l’époque [Cosmas] était véritablement un homme saint et pauvre, pratiquant toutes les facettes de l'ascétisme à l'image des pères d’autrefois qui vivaient dans les déserts ou sur les montagnes. Il était également doté du don de prophétie et avait à diverses reprises prédit différentes choses qui s’étaient toutes réalisées ; en un mot, il était un modèle pouvant servir d’exemple à la postérité. »
Les femmes qui complètent le panthéon des Comnènes sont également des parangons de vertu.
La « mère des Comnènes » était Anne Dalassène, dont la politique matrimoniale permit d’unir les Comnènes à toutes les grandes familles de l’empire. Tout comme son mari, Alexis, elle voue à celle-ci une admiration sans borne : « Car ma grand-mère était d’une telle sagesse et adresse à diriger un État et à y faire régner l’ordre qu’elle aurait pu non seulement administrer l’Empire romain, mais tout autre pays sur lequel se lève le soleil. C’était une femme d’expérience qui connaissait la nature des choses, comment commençait chaque chose, les questions qu’il fallait poser à leur sujet, quelles forces étaient destructrices les unes les autres et lesquelles, au contraire, pouvaient se renforcer mutuellement. Elle tenait à noter ce qui devait être fait et le faisait avec intelligence. Et non seulement jouissait-elle d’une telle acuité intellectuelle, mais la force de son discours correspondait à celle de son intelligence, car elle était un orateur-né, sans se laisser aller au verbiage ou à faire des discours sans fin. Et, toujours consciente de son sujet, elle savait comment l’introduire habilement pour le terminer adroitement. »
D’Irène Doukas, sa mère, Anne Comnène écrit : « Elle était comme une jeune plante qui s’épanouit ; ses membres et son visage étaient d’une symétrie parfaite, large là où il le fallait et étroit de même. Elle était si agréable à regarder et à entendre que les yeux et les oreilles semblaient ne jamais en avoir assez de sa présence [...] Qu’une telle personne ait jamais existé telle que décrite par les poètes et les écrivains du passé, je ne sais ; mais je ne peux que répéter ce que j’ai souvent entendu dire d’elle à savoir que quiconque prétendrait que l’impératrice ressemblait à une Athéna qui aurait revêtu une forme mortelle ou qu’elle était descendu du ciel avec une grâce céleste et une splendeur inouïe ne serait pas loin de la vérité. »
De Marie d’Alanie, épouse de Michel VII avant d’épouser Nicéphore Botaniatès, et qui adopta Alexis en 1078 pour en faire le frère et protecteur de son fils Constantin, Anne Comnène ne trace qu’un portrait physique : « Elle était aussi svelte de stature qu’un cyprès ; sa peau était aussi blanche que neige et quoique sa figure n’ait pas été parfaitement ronde, son teint était exactement celui d’une fleur du printemps ou d’une rose. Et quel mortel pourrait rendre justice au rayonnement de ses yeux ? Ses sourcils étaient bien définis d’un rouge doré alors que ses yeux étaient bleus. De nombreux peintres ont réussi à capturer les couleurs des diverses fleurs que nous apportent les saisons, mais la beauté de cette reine, la grâce qui en rayonnait et le charme de ses manières dépassaient toute description et toute forme d’art. »
Fait quelque peu surprenant, même le portrait qu’elle trace de certains vilains reconnait leur beauté physique et leur force de caractère. Comme si, à l’instar encore une fois des épopées d’Homère, il fallait aux héros des ennemis dignes d’eux. De plus, leur charme physique n’en souligne que davantage la turpitude de leur caractère. Ainsi, elle dira de Robert Guiscard : « Ce Robert était d’ascendant normand, d’origine incertaine, de caractère tyrannique, de tempérament rusé, brave dans l’action, très astucieux à attaquer les richesses et le pouvoir des grands, n’hésitant devant rien pour atteindre son but et ne reculant devant aucun obstacle pour y parvenir. […] Après avoir quitté son foyer, il erra sur les collines, dans les grottes de Lombardie en tant que chef d’une bande de pilleurs, attaquant les voyageurs pour s’approprier leurs chevaux de même que leurs possessions et leurs armes. De telle sorte que les premières années de sa vie furent marquées par le sang versé et de nombreux meurtres. »
Son fils, Bohémond de Tarente, ne vaut guère mieux : « De ces deux, père et fils, on peut vraiment dire qu’ils étaient comme chenilles et sauterelles ; car ce qui échappait à Robert, son fils Bohémond s’en emparait immédiatement pour le dévorer. »
Le pape de l’époque, (Grégoire VII), qui a béni la croisade et s’est allié avec Bohémond, fait également partie des vilains : « Les gestes de ce suprême pontife ! Non, de celui qui prétendait être le président du monde entier, comme l’affirment et le croient les Latins […] Ce pape par conséquent, en faisant preuve d’une telle insolence à l’endroit des ambassadeurs et les renvoyant vers leur roi dans l’état que j’ai mentionné, provoqua une très grande guerre. »
Les chefs francs de la croisade sont pour leur part décrits comme vaniteux, cupides, inconstants, incapables d’obéir à un seul chef pour le bien de tous et de reconnaitre la bonne volonté et la sagesse d’Alexis qui connaissait bien à la fois son empire ainsi que les dangers humains (les Turcs) et géographiques (terres arides de Cappadoce) que devaient affronter les croisés. Leurs manières sont frustes et ils ne peuvent faire montre de simple politesse.

### Exactitude historique
Dans la préface et au livre XV, Anne souligne que même si elle n’a qu’admiration pour son père, elle n’hésitera pas à le critiquer lorsque nécessaire et que son livre ne cache aucune vérité historique.
Dans les faits toutefois, elle évitera toute critique et s’emploiera plutôt à justifier certaines des actions d’Alexis qui avaient été jugées sévèrement par une partie de la population, telle la responsabilité d’Alexis dans le sac de Constantinople par ses troupes en 1081, sa nationalisation de biens ecclésiastiques ou le fait qu’il n’ait pas continué sa reconquête de l’Anatolie sur les Turcs en 1116.
De la même façon, certaines louanges semblent exagérées. Ainsi, si Alexis remit les pleins pouvoirs à sa mère, Anne Dalassène, au début de son règne, l’admiration d’Alexis pour sa mère et l’autorité de celle-ci, aux dires d’un autre historien de l’époque, Zonaras, n’étaient sans doute pas aussi grandes qu’Anne Comnène le prétend et son départ pour le couvent aurait été une sorte de disgrâce.
Certaines autres affirmations, considérées comme des erreurs aujourd’hui, étaient cependant fortement répandues dans l’opinion générale de l’époque, comme le fait que le concile de Chalcédoine aurait donné à l’Église de Constantinople primauté sur l’Église de Rome, plutôt que la parité. D’autres constituent simplement des exagérations destinées à produire un certain effet ; c’est ainsi que si Alexis avait effectivement exterminé les Scythes en tant que peuple lors de sa campagne de 1091, ceux-ci n’auraient pu offrir de véritable résistance par la suite.
On peut également regretter le flou qui entoure la chronologie des évènements. Ainsi, Anne mentionne à quatre reprises aux livres V et VI le retour d’Alexis à Constantinople comme s’il s’était agi de quatre évènements différents ne donnant de date que la quatrième fois. Le procès de Basile le Bogomile se serait tenu aux environs de 1117 alors qu’il a eu lieu vers 1105. Ceci peut toutefois s’expliquer par la volonté de ne pas interrompre le récit des guerres d’Alexis et de repousser tous les autres évènements à la fin du livre
Enfin, certaines erreurs proviennent probablement du fait qu’elle n’a pas eu accès lors de la rédaction à toutes les sources souhaitables ou qu’elle n’ait pas vérifié certains faits douteux. C’est ainsi qu’elle présume que le nom employé pour désigner les Bleus lors des courses de chariots et qui se prononçait « véneton » faisait allusion à la ville de Venise et affirme que la ville de Phillipopolis avait été fondée par l’empereur Philippe l’Arabe alors qu’elle remontait à Philippe II de Macédoine,.

### Le style
Contrairement au style simple et direct de son mari qui rappelle Xénophon, celui d’Anne Comnène, nourrie d’historiens comme Thucydide et Polybe, ou d’orateurs comme Isocrate et Démosthène, se veut une imitation de la langue grecque attique, cumulant les mots obscurs et les anciens proverbes. Son style est toutefois moins difficile à comprendre que celui de Psellos, même s’il n’est pas aussi correct. À la rigueur et à la correction de la langue, elle préfère souvent l’ampleur du style et la démonstration de son érudition.
Cette affectation la conduit par exemple à s’excuser auprès de ses lecteurs lorsqu’elle donne les noms des chefs ou des peuples « barbares » qu’ils viennent de l’ouest ou du nord, lesquels « déforment la noblesse et le sujet de l’Histoire ». Et si elle se permet une telle licence, c’est uniquement parce que Homère avant elle s’en est également prévalu. C’est ainsi qu’elle ne se résout pratiquement jamais à appeler les Petchenègues par leur nom, préférant se référer aux « Scythes », aux « Daces » ou aux « Sarmates » ; les Turcs deviennent les « Perses » et les Normands, les « Celtes ». De la même façon, elle préfère parler du « Babylonien » pour ne pas utiliser le terme « sultan du Caire ». Et cette même affectation la fait régulièrement délaisser le terme de Constantinople pour celui de « Reine des cités », ou utiliser l’ancien nom « Orestias » pour désigner Dyrrachium.
Contrairement à d’autres biographes de son époque, Anne Comnène attache une importance particulière aux portraits de ses personnages dont la description physique précède ou suit de près celle de leur caractère moral. On en voudra comme exemple le portrait qu’elle trace de son père au Livre III, chap. 3. « De stature moyenne, tout en lui inspirait l’harmonie et il émanait de sa prestance une telle force de persuasion qu’elle entrainait l’adhésion de ses interlocuteurs ». Chez Robert Guiscard par contre, lui aussi doté d’un physique impressionnant, ses yeux qui jetaient des éclairs et sa voix de stentor qui « faisait fuir des milliers », donnent l’impression d’une force indomptable au service d’une ambition sans borne. Il en va de même pour les femmes et Anne nous a laissé de remarquables portraits de l’impératrice-mère, Anne Dalassène et de l’impératrice Irène.
En dépit toutefois de son style amphigourique, il faut reconnaitre les talents de conteuse que possédait Anne Comnène. Et si les nombreuses digressions qui émaillent son texte ralentissent considérablement le récit, elles font la joie des historiens d’aujourd’hui qui y trouvent une foule d’informations sur la vie politique, économique et sociale de cette époque, faisant de ces mémoires « l’un des plus éminents ouvrages de l’historiographie grecque du Moyen Âge et l’une des sources les plus importantes pour la première croisade, permettant de comparer les points de vue occidentaux et orientaux,.
Anne Comnène devient ainsi la deuxième historienne en importance de cette période après Michel Psellos, la première historienne issue de la famille impériale (si on excepte Constantin VII) et la seule historienne féminine de l’histoire de Byzance.